# Brestovac (Slawonien)

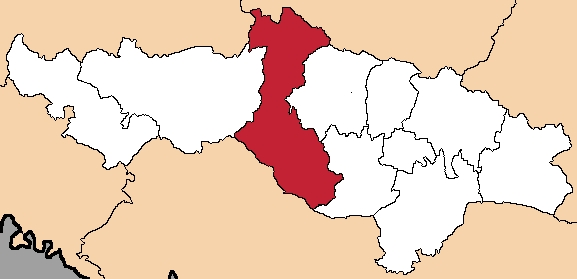
Lage der Gemeinde Brestovac in der Gespanschaft Požega-Slawonien

Brestovac ist eine Ortschaft in Slawonien im Osten Kroatiens in der Gespanschaft Požega-Slawonien. Neben dem gleichnamigen Hauptort umfasst die Gemeinde siebenundvierzig weitere Siedlungen, die ziemlich verstreut um Brestovac liegen. Die Gemeinde hatte im Jahr 2021 2.980 Einwohner, davon 597 Einwohner im Hauptort.

## Siedlungen der Gemeinde
- Amatovci – 0
- Bogdašić – 0
- Bolomače – 15
- Boričevci – 91
- Brestovac – 597
- Busnovi – 72
- Crljenci – 4
- Čečavac – 2
- Čečavački Vučjak – 20
- Daranovci – 160
- Deževci – 119
- Dolac – 179
- Donji Gučani – 75
- Gornji Gučani – 48
- Ivandol – 103
- Jaguplije – 128
- Jeminovac – 5
- Kamenska – 5
- Kamenski Šeovci – 0
- Kamenski Vučjak – 1
- Koprivna – 2
- Kruševo – 0
- Kujnik – 24
- Mihajlije – 0
- Mijači – 10
- Mrkoplje – 0
- Novo Zvečevo – 24
- Nurkovac – 185
- Oblakovac – 2
- Orljavac – 113
- Pasikovci – 21
- Pavlovci – 136
- Perenci – 34
- Podsreće – 20
- Požeški Brđani – 42
- Rasna – 7
- Ruševac – 2
- Sažije – 11
- Skenderovci – 128
- Sloboština – 12
- Striježevica – 3
- Šnjegavić – 15
- Šušnjari – 1
- Vilić Selo – 120
- Vranić – 0
- Zakorenje – 145
- Završje – 292
- Žigerovci – 7

(Viele der Ortsteile sind hauptsächlich vereinzelte Häuser und keine richtigen Dörfer. Manche sind gar nicht mehr bewohnt und die Häuser sind teilweise verlassen.)

## Geschichte

### Vorgeschichte
Bei verschiedenen archäologischen Ausgrabungsstätten wurde nachgewiesen, dass Brestovac und seine Umgebung bereits in der Jungsteinzeit durch Menschen besiedelt war. Viele Funde deuten auf die Sopot-Kultur sowie die Starčevo-Kultur in der Zeit um 6000 bis 5000 v. Chr. Bei weiteren Ausgrabungen bei der Kirche des Heiligen Martin im Ort wurden menschliche Skelette, Exponate, viele Keramikfragmente sowie Pfeilspitzen von Waffen aus dem frühen Mittelalter entdeckt. Ebenfalls wurde ein Friedhof nachgewiesen der zwischen dem 10. und 15. Jahrhundert existiert hat.

### Mittelalter
Brestovac wird zum ersten Mal im Jahr 1302 urkundlich erwähnt. Der Ort gehörte damals zum Besitz der Adelsfamilie Desislavići. Etwas südlich der damaligen Siedlung, auf einem Hügel, befand sich eine alte befestigte mittelalterliche Burg die von den Desislavići erbaut wurde. Im Jahr 1532 wurde der Ort und die Burg von den Türken erobert sowie besetzt und er wurde ein Teil des Sandschak Požega das zum Eyâlet Bosnien gehörte.
Nach der Befreiung von den Türken während des Großen Türkenkrieges am Ende des 17. Jahrhunderts kam die Ortschaft zur Habsburgermonarchie. Im Jahre 1702 schenkte König Leopold das Gut seinem damaligen Berater und Kammerherrn, dem Grafen Antonio de Serena, und blieb in seinem Besitz bis 1732. Danach kam das Anwesen an den damaligen Kommandanten der Militärgrenze Johann Heinrich von der Trenck. Sein Sohn Franz von der Trenck, Offizier der Kaiserlichen Armee, erbte das Gut und es wurde nach seiner Verhaftung im Jahr 1747 beschlagnahmt. Noch im selben Jahr kam Brestovac und das gesamte Gut unter die Verwaltung der Hofkammer. Im Jahr 1753 wurden die Güter von Trenck öffentlich versteigert und 1754 unterzeichnete die Königin Maria Theresia den Verkauf der Herrschaft Brestovac an den königlichen Berater und Vizepräfekten des Komitats Požega Gabriel Horanyi. Nach Gabriels Tod veräußerte sein Sohn 1763 die andere Hälfte des Besitzes an Ivan Strižić.

## Bevölkerung
Die Einwohnerzahl laut Volkszählung von 2011 betrug mit allen Ortsteilen zusammen 3726 Einwohner.
| Bevölkerungsentwicklung | Bevölkerungsentwicklung | Bevölkerungsentwicklung | Bevölkerungsentwicklung | Bevölkerungsentwicklung | Bevölkerungsentwicklung | Bevölkerungsentwicklung | Bevölkerungsentwicklung | Bevölkerungsentwicklung | Bevölkerungsentwicklung | Bevölkerungsentwicklung | Bevölkerungsentwicklung | Bevölkerungsentwicklung | Bevölkerungsentwicklung | Bevölkerungsentwicklung | Bevölkerungsentwicklung | Bevölkerungsentwicklung | Bevölkerungsentwicklung |
| ----------------------- | ----------------------- | ----------------------- | ----------------------- | ----------------------- | ----------------------- | ----------------------- | ----------------------- | ----------------------- | ----------------------- | ----------------------- | ----------------------- | ----------------------- | ----------------------- | ----------------------- | ----------------------- | ----------------------- | ----------------------- |
| 1857                    | 1869                    | 1880                    | 1890                    | 1900                    | 1910                    | 1921                    | 1931                    | 1948                    | 1953                    | 1961                    | 1971                    | 1981                    | 1991                    | 2001                    | 2011                    | 2021                    |                         |
| 345                     | 375                     | 448                     | 538                     | 665                     | 663                     | 579                     | 615                     | 583                     | 625                     | 600                     | 629                     | 655                     | 683                     | 796                     | 670                     | 597                     |                         |

## Sehenswürdigkeiten
- Die katholische Pfarrkirche wurde zwischen dem 10. und 15. Jahrhundert erbaut. Im Jahr 1760 wurde das Gotteshaus umfangreich restauriert und erhielt ihr heutiges Aussehen.[8]